# Bävertjärnen (Ramsjö socken, Hälsingland)
Bävertjärnen är en sjö i Ljusdals kommun i Hälsingland och ingår i Ljusnans huvudavrinningsområde. Sjön har en area på 0,106 kvadratkilometer och ligger 358,2 meter över havet. Sjön avvattnas av vattendraget Örasjöån.

## Delavrinningsområde
Bävertjärnen ingår i det delavrinningsområde (689577-150207) som SMHI kallar för Inloppet i Örasjön. Medelhöjden är 366 meter över havet och ytan är 14,83 kvadratkilometer. Det finns inga avrinningsområden uppströms utan avrinningsområdet är högsta punkten. Örasjöån som avvattnar avrinningsområdet har biflödesordning 3, vilket innebär att vattnet flödar genom totalt 3 vattendrag innan det når havet efter 173 kilometer. Avrinningsområdet består mestadels av skog (91 procent). Avrinningsområdet har 0,27 kvadratkilometer vattenytor vilket ger det en sjöprocent på 1,8 procent.